# PUKK-díj
A PUKK-díj a Budapesti Katona József Színház által alapított elismerés pár mondatos – 30 mondat alatti – szerepek emlékezetes megformálásáért. Első alkalommal az 1993/1994-es évad végén adták át.

## Díjazottak
- 2025: Pásztor Dániel
- 2024: Fullajtár Andrea
- 2023: Vizi Dávid
- 2022: Ujlaki Dénes
- 2021: Bán János (Lear király)
- 2019: Bodnár Erika (Rozsdatemető 2.0)
- 2018: Elek Ferenc (Háztűznéző)
- 2017: Mészáros Blanka (Borisz Godunov)
- 2016: Szacsvay László (Sirály)
- 2015: Kiss Eszter (Petra von Kant)
- 2014: Tóth Anita (Az iglic)
- 2013: Takátsy Péter (A nyaralás)
- 2012: Czakó Klára (Kispolgárok)
- 2011: Ujlaki Dénes (A mizantróp)
- 2010: Tóth Anita (Mesél a bécsi erdő)
- 2009: Dankó István (A hős és a csokoládékatona)
- 2008: Kun Vilmos (Sáskák)
- 2007:
  - Elek Ferenc (A nagy Sganarelle és Tsa.)
  - Rajkai Zoltán (A vadkacsa)
- 2006: Olsavszky Éva (Troilus és Cressida)
- 2005: Keresztes Tamás (Így él a világ)
- 2004: Elek Ferenc (King Kong lányai)
- 2003: Tóth Zoltán (Stella)
- 2002: Szacsvay László (Kalldewey, Farce)
- 2001: Máthé Erzsi (Bernarda Alba háza)
- 2000: Varga Zoltán (Portugál)
- 1999: Tóth Anita (Yvonne…)
- 1998: Szabó Győző (Prédales)
- 1997: Garay József (Walpurgis-éj)
- 1996: Stohl András (A nevető ember)
- 1995: Takátsy Péter (Rosencrantz...)
- 1994:
  - Söptei Andrea
  - Lengyel Ferenc